# Drongo de Grande Comore
Dicrurus fuscipennis
Espèce
Statut de conservation UICN

 EN B1ab(iii);D : En danger
Le Drongo de Grande Comore (Dicrurus fuscipennis) est une espèce de passereau de la famille des Dicruridae.

## Répartition
Il est endémique de Grande Comore.

## Habitat
Il habite les forêts humides tropicales et subtropicales en plaine, les prairies et les plantations.
Il est menacé par la perte de son habitat.